# 5507 Niijima
5507 Niijima este un asteroid din centura principală, descoperit pe 21 octombrie 1987, de Kenzō Suzuki și Takeshi Urata.